# Aerostar Airlines
Aerostar Airlines ist eine ukrainische Fluggesellschaft mit Sitz in Kiew. Sie bietet Charterflüge innerhalb der Ukraine und in die Länder der GUS an.

## Flotte
Mit Stand Oktober 2022 besteht die Flotte der Aerostar Airlines aus elf Flugzeugen.
- 1 Raytheon Beech King Air 350
- 3 Dassault Falcon 20
- 1 Fairchild Dornier 328JET
- 6 Jakowlew Jak-40